# Monty Roberts
Monty Roberts est un cavalier éleveur et dresseur de chevaux, ancien cascadeur, écrivain et conférencier, né le 14 mai 1935 aux États-Unis. Dès le plus jeune âge passionné des chevaux, il leur découvre un langage qu'il nomme Equus. Il fait partie des chuchoteurs que l'on appelle aussi nouveaux maîtres. Il a commencé sa carrière très jeune en tournant dans des films westerns, comme doublure pour les cascades équestres, et il a participé à des compétitions de rodéo dès l'âge de 4 ans en remportant de nombreuses victoires. Monty Roberts est également auteur de quelques livres, comme L'homme qui sait parler aux chevaux, Shy Boy, le cheval sauvage qui venait du désert, et Les chevaux de ma vie.

## Réaction aux méthodes traditionnelles
Le père de Monty Roberts était dresseur et utilisait des méthodes traditionnelles de dressage de l'époque, c'est-à-dire cruelles. Monty Roberts l'avait vu martyriser les chevaux en leur lançant des sacs de sable sur la croupe, les fouetter pour les désensibiliser, ou encore attacher le pied du cheval à hauteur de son ventre à l'aide d'une corde reliée à un collier placé autour de son encolure jusqu'à ce qu'il se soumette... Monty Roberts était persuadé qu'il existait un autre moyen de procéder. Il a décidé de partir seul dans le désert du Nevada à 13 ans pour observer les Mustangs en liberté. En étudiant le comportement de ces chevaux sauvages il va tenter de comprendre leur langage corporel, qu'il appellera "Equus". Il utilisera par la suite ce même langage pour élaborer une méthode de débourrage qu'il appellera Join-Up, basée cette fois sur la confiance et la bonne volonté du cheval, décidé à ne pas faire la même erreur que son père.

## Conférences

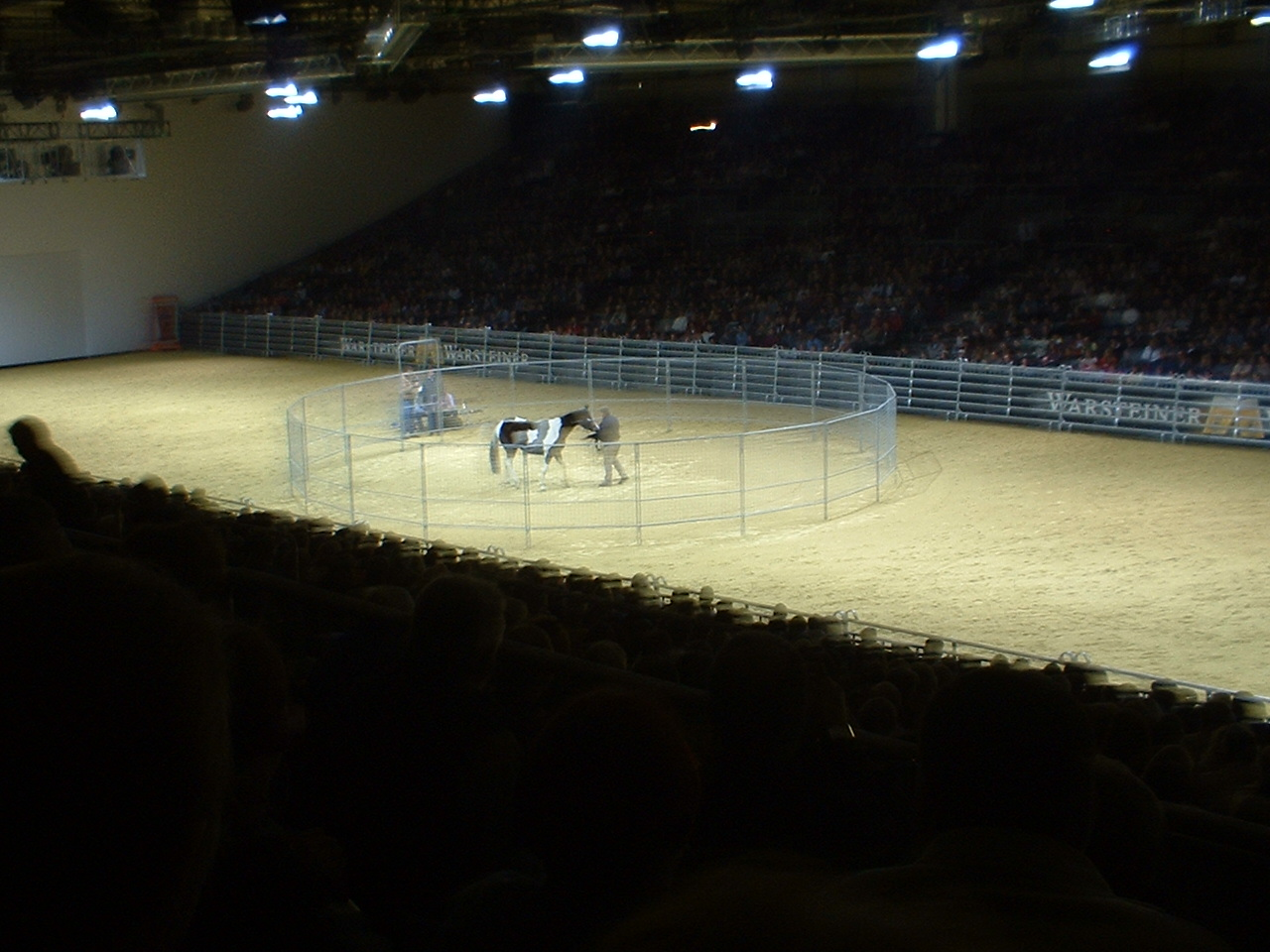
Monty Roberts exerçant sa méthode dite du consentement (join-up) en public.

Depuis de très nombreuses années, il donne des conférences à travers le monde sur sa méthode du Join-Up afin de persuader les gens qu'il existe des méthodes douces pour approcher les chevaux.